# Siparia (Region)
Siparia ist eine Region und Verwaltungseinheit auf Trinidad in Trinidad und Tobago. Sie hat den administrativen Status eines Borough und wird von der Gebietskörperschaft Siparia Borough Corporation verwaltet.

## Geographie
Siparia liegt im äußersten Südwesten Trinidads und ist die sechstgrößte Region des Landes. Bei der Kleinstadt Icacos befindet sich der westlichste Punkt Trinidads. Östlich an Siparia schließt sich die Region Penal-Debe an. An seiner Nordküste umschließt Siparia Point Fortin, das als Borough einen einer deutschen kreisfreien Stadt vergleichbaren Status hat. Im Norden und Westen von Siparia erstreckt sich der Golf von Paria, im Süden verläuft die Meerenge Boca del Serpiente, die den Golf von Paria mit dem Atlantik verbindet und die Trinidad von Venezuela trennt. Vom südwestlichsten Punkt Trininads, dem Dorf Icacos, bis zum (dort unbewohnten) venezolanischen Festland sind es nur etwa zwölf Kilometer.
Große Teile Siparias sind von Urwald und Sumpfland bedeckt. Der Nordosten ist durch die Nähe zu Point Fortin und San Fernando urban geprägt. Im Süden und Südwesten der Region sind Gebiete als Naturschutzgebiete ausgewiesen.

## Wirtschaft und Infrastruktur
Hauptverkehrsader Siparias ist die Southern Main Road, eine das ganze Land in Nord-Süd-Richtung durchquerende Landstraße, die im Norden des Landes bei St. Augustine von der Eastern Main Road abzweigt und entlang der Westküste Trinidads nach Süden verläuft. Südwestlich von San Fernando überquert sie die Grenze zu Siparia und führt entlang der Küste nach Point Fortin, um von dort durch weitgehend unbesiedeltes Gebiet weiter bis nach Icacos zu verlaufen. Eine weitere Verkehrsader ist die S.S. Erin Road, die von San Fernando kommend nach Süden bis zur Regionshauptstadt Siparia verläuft und von dort aus in einem im Süden die Küste tangierenden Bogen zurück nach Norden bis Point Fortin verläuft. Die Region verfügt über drei Häfen, von denen der Hafen von La Brea der weitaus größte ist; weitere Häfen befinden sich in Union Estates und Brighton Port.
Landwirtschaft und Fischerei sind für Siparia bedeutende Wirtschaftszweige, in der Region um Fullerton im Südwesten wird großflächig Kokosnuss angebaut, im Nordosten Reis. In der Region liegt der La Brea Pitch Lake, der weltgrößte Asphaltsee, in dem täglich ca. 180 Tonnen Asphalt abgebaut werden, von denen der größte Teil exportiert wird. Der staatliche Erdölkonzern Petrotrin betreibt in Siparia mehrere Erdgasfelder.

## Geschichte
Bis 1990 war Trinidad in Counties unterteilt. Im Rahmen einer Verwaltungsreform (Municipal Corporations Act No. 21) wurden 1990 sämtliche Counties aufgelöst und neue Verwaltungseinheiten geschaffen. Aus Teilen des Countys St. Patrick wurde Siparia. 2023 wurde die Region zu einem Borough ernannt.

## Galerie

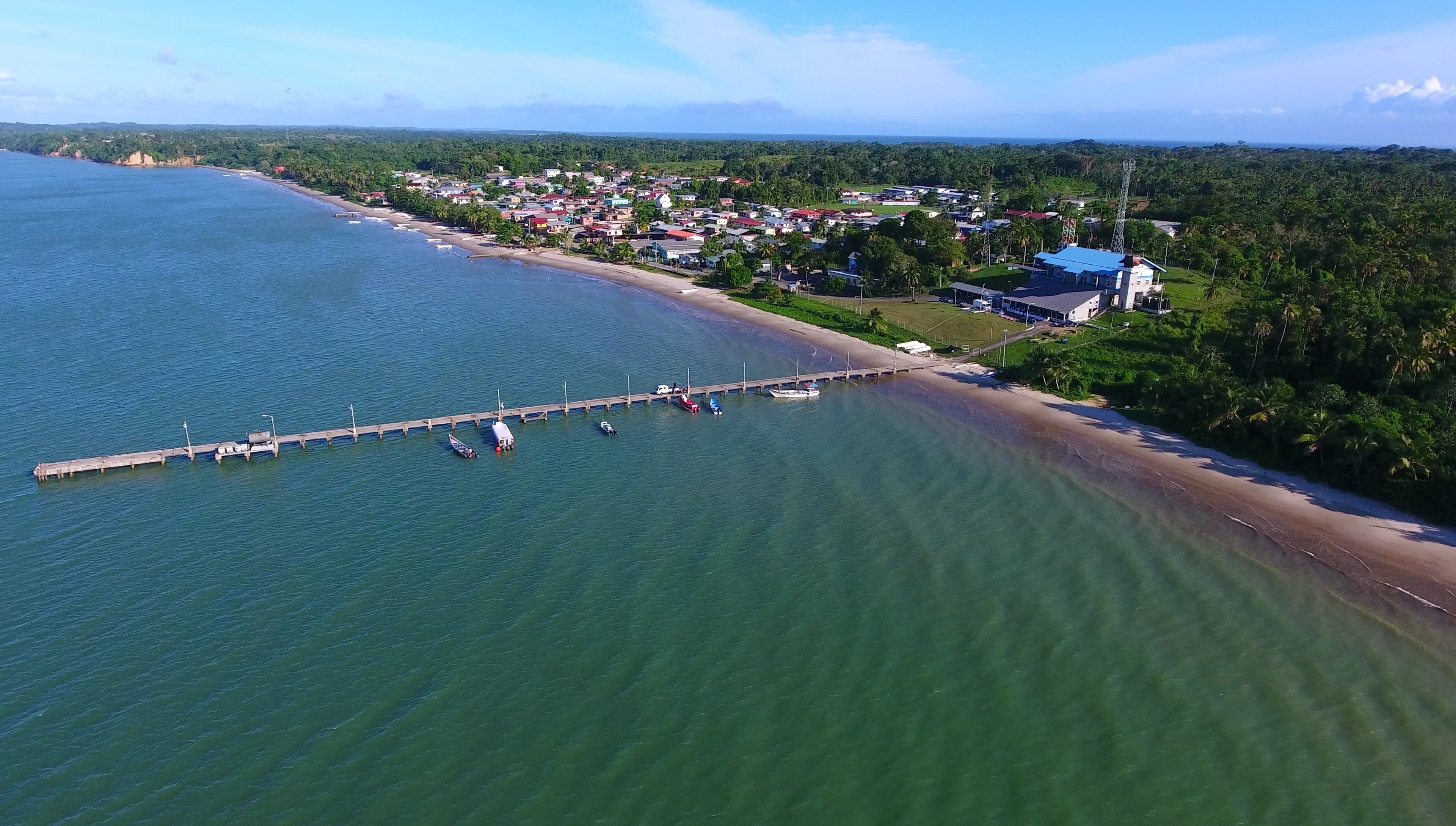
Cedros
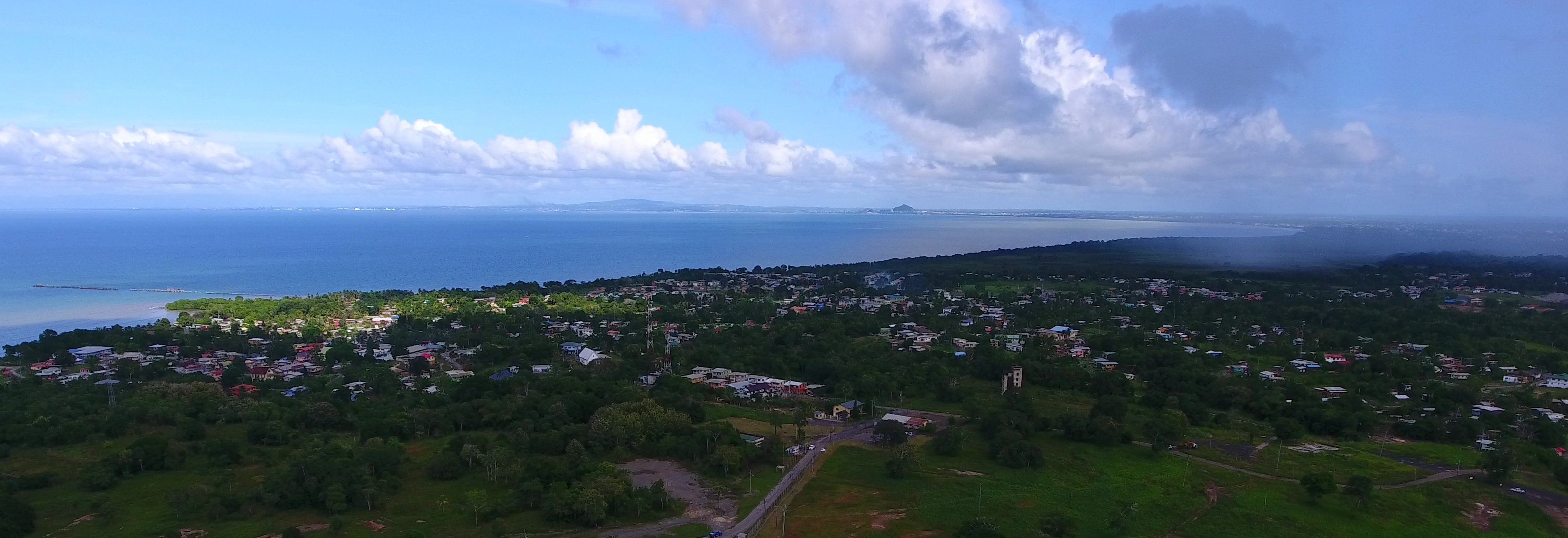
La Brea
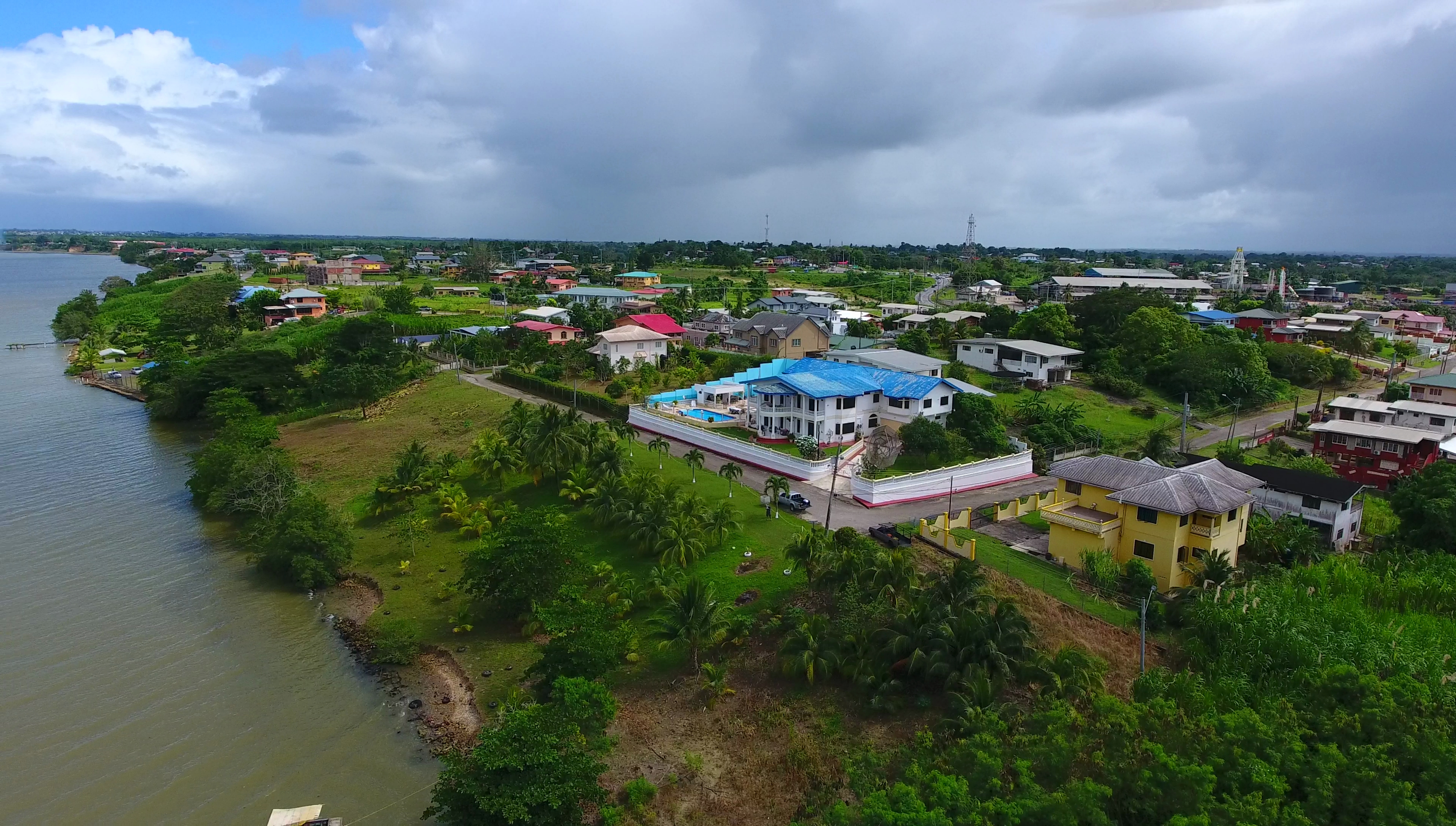
South Oropouche